# إريك ماثوهو
إريك ماثوهو (مواليد 1 مايو 1990) هو لاعب كرة قدم جنوب أفريقي يلعب حاليًا لصالح نادي كايزر تشيفز. وفي موسم 2013-2014، حصل اللاعب على جائزة أفضل لاعب متحسن بعد تقديمه عروض جيدة مع فريقه.[بحاجة لتوضيح]

## روابط خارجية
- إريك ماثوهو على موقع قاعدة بيانات كرة القدم.إي يو (الإنجليزية)
- إريك ماثوهو على موقع ناشيونال فوتبول تيمز (الإنجليزية)
- إريك ماثوهو على موقع Soccerway.com (الإنجليزية)
- إريك ماثوهو على موقع أوليمبيديا (الإنجليزية)